# Umicar Imagine

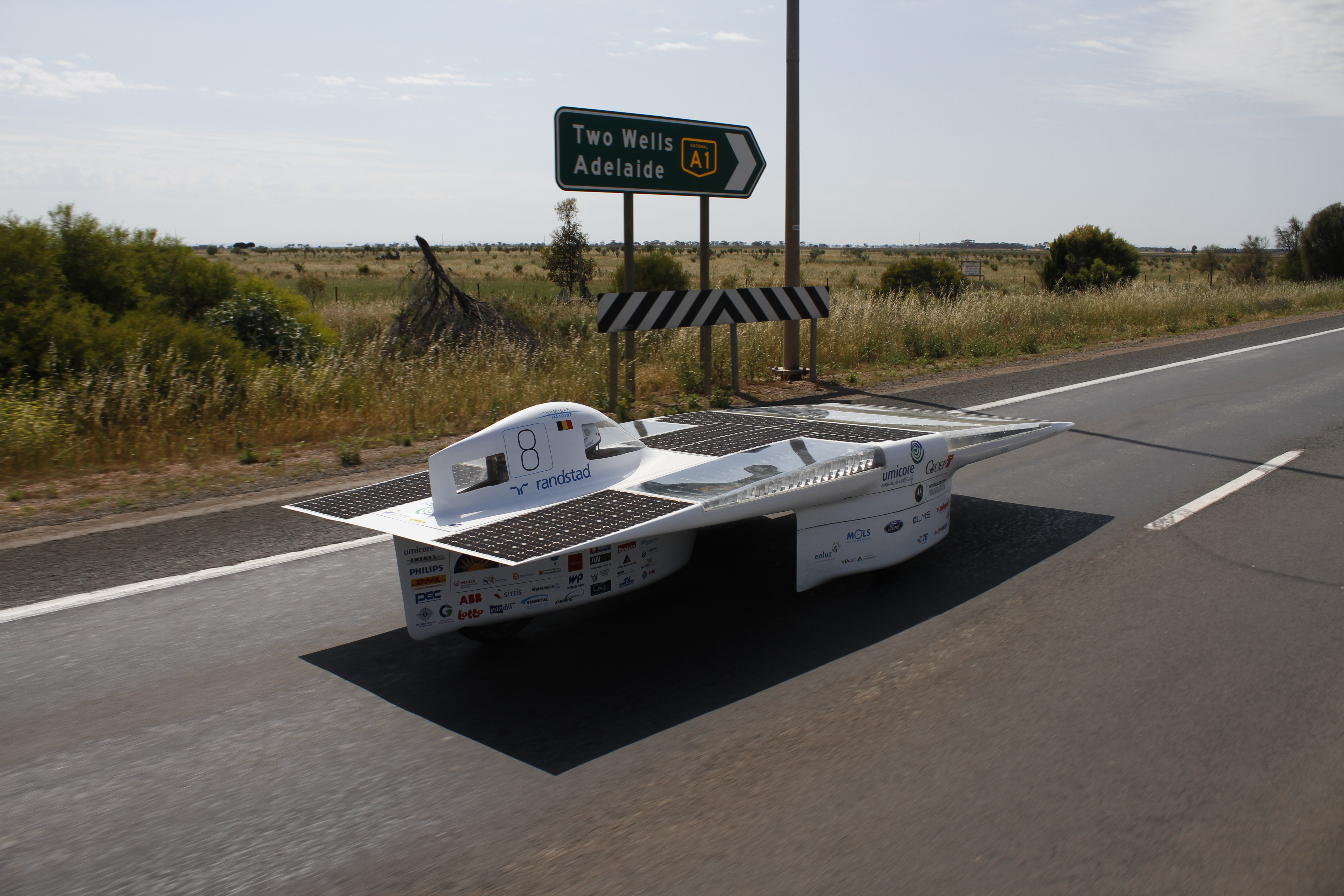
Umicar Imagine

De Umicar Imagine is de zonnewagen van het Umicore Solar Team dat verbonden is aan de voormalige hogeschool Groep T uit Leuven. De Umicar Imagine nam deel aan de World Solar Challenge 2011 (WSC).
Professioneel pilote Vanina Ickx vervolmaakte de kwalificatieronde in een tijd van 2'09. Hierdoor mocht de Umicar Imagine als zesde starten. Na positieverlies in de eerste helft van de World Solar Challenge kwam de Umicar Imagine sterk terug.
Door problemen met het batterijpakket werd het team terug geslagen en had het weer een zware opdracht voor de boeg. Na 2636 kilometer in de race heeft het team de beslissing genomen om een technische wijziging uit te voeren aan het batterijpakket. In de reglementering staat dat dit is toegelaten mits het opnemen van een straftijd. Het team kreeg op dat moment dan ook toestemming om deze ingreep uit te voeren.
Na overleg van de organisatie met verschillende partijen werd beslist om het Umicore Solar Team op een 10de plaats te zetten in het eindklassement. De Umicar Imagine is een van de acht zonnewagens die de volledige 3021 km heeft afgelegd, zonder op de trailer te staan.

## Concentrators
Na de drastische reglementswijzigingen van de organisatie moesten deelnemers van de World Solar Challenge kiezen tussen een 6m² silicium zonnepaneel of een 3m² germanium zonnepaneel. Speciaal aan de Umicar Imagine is het gebruik van een hoogtechnologisch concentratorsysteem. Deze technologie van eigen bodem gebruikt germanium zonnecellen met een rendement van meer dan 35%. Door middel van parabolische spiegels moet er meer zonlicht op de zonnecellen vallen. Dergelijke parabolische spiegels worden zelden gebruikt op rijdende voertuigen.
Als eerste en enige van alle deelnemers koos het Umicore Solar Team voor het gebruik van dit systeem om zonne-energie te bundelen.

## Specificaties
| Afmetingen      | lengte: 4,30m - breedte: 1,75m - hoogte: 1,04m                                                      |
| Gewicht         | <220 kg                                                                                             |
| Wielen          | 2 voor, 1 achter                                                                                    |
| Snelheid        | topsnelheid: 130 km/u - cruisesnelheid: 90 km/u                                                     |
| Zonnecellen     | Spectrolab rendement >34% Gocherman incapsulatie                                                    |
| Aerodynamica    | 25% verbeterde luchtweerstand dan Umicar Infinity                                                   |
| Motor           | Elektromotor InWheel Direct Drive CSIRO met zelfontworpen behuizing rendement: 98%                  |
| Body            | Prepreg Carbon Composite met ultralicht kernmateriaal                                               |
| Draagstructuur  | monocoque van koolstofvezel met torsiebox en rolbar                                                 |
| Wielophanging   | vooraan: verhoogde dubbele wishbone achteraan: swingarm                                             |
| Banden          | New Michelin Solar Tires Ontwikkeld voor zonnewagens: lage rolweerstand                             |
| Motorcontroller | Tritium Wavesculptor                                                                                |
| Telemetrie      | Intern CAN-netwerk snelheidsregeling voor maximale efficiëntie vanuit volgwagen via wifi-verbinding |